# X (Z Archiwum X)
X (ang. X lub Mr. X) – fikcyjna postać serialu Z Archiwum X, w którego wcielił się Steven Williams.

## Historia postaci
Jego prawdziwe imię ani nazwisko nigdy nie zostało ujawnione, więc zaczął być nazywany po prostu X. Po raz pierwszy pojawia się w drugim sezonie, po tym jak pierwszy informator Muldera, Głębokie Gardło, został zamordowany. Jest on wysokim członkiem Men in Black czyli Facetów w czerni – ludzi pracujących dla Syndykatu i wykonujących brudną robotę. X jest również podwładnym Palacza. Niejednokrotnie lojalność X w stosunku do Muldera zostaje zachwiana, jednak z pewnością nie chce on jego śmierci. X zostaje odkryty jako informator przez Syndykat w pierwszym odcinku czwartego sezonu i zostaje zastrzelony.